# Auguste Trémont

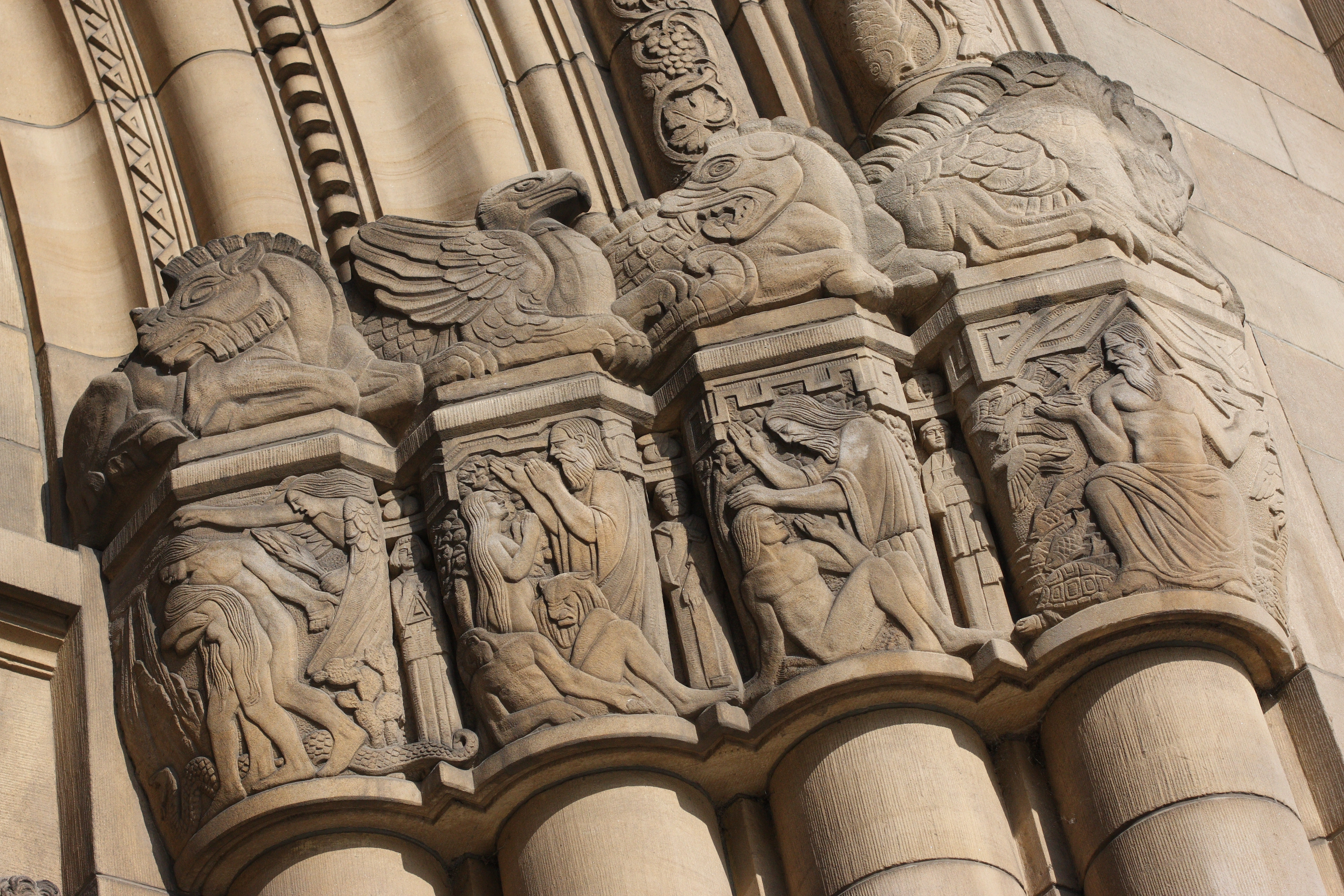
Detail van het Mariaportaal (1935-1938) van de kathedraal van Luxemburg

August Nicolas (Auguste) Tremont (Luxemburg-Stad, 31 december 1892 – aldaar, 23 oktober 1980) was een Luxemburgs beeldhouwer, kunstschilder en tekenaar.

## Leven en werk
Auguste of Gust Trémont was een zoon van de smid Claudius Tremont en Maria Mehlen. Met Joseph Kutter, Jean Noerdinger en Jean Schaack bezocht hij de École d'artisans de l'État (1905-1909) in Luxemburg-Stad, waar zij les kregen van Pierre Blanc, Ferdinand d'Huart en Eugène Kurth. Hij studeerde vanaf 1909 aan de École nationale supérieure des arts décoratifs in Parijs. Hij won er een bronzen en een zilveren medaille (1911) voor zijn werk. In 1912 werd hij toegelaten tot de École nationale supérieure des beaux-arts, waar hij werkte in het atelier van Gabriel Ferrier. Bij het uitbreken van de Eerste Wereldoorlog was hij in Luxemburg. Hij probeerde terug te keren naar Parijs, maar werd door de Duitsers gearresteerd. Na vrijlating keerde hij terug naar Luxemburg, waar hij werkte in een staalfabriek van Arbed in Dudelange (1915-1917). In 1918 verving hij enige tijd de zieke Ferdinand d'Huart als leraar aan het Athénée grand-ducal. Na de oorlog keerde hij terug naar Parijs, hij hervatte zijn studie en schilderde portretten en stadsgezichten. In de dierentuin in de Jardin des Plantes werd hij geraakt door de dieren. Trémont maakte in 1924 zijn eerste sculpturen en ontwikkelde zich als animalier. Hij beeldhouwde vanaf 1928 ook portretten. Trémont woonde een groot deel van zijn leven in Parijs, maar trok voor tentoonstellingen of opdrachten geregeld naar het groothertogdom. In 1976 vestigde hij zich definitief in Luxemburg.
Naast zijn schilderijen en beeldhouwwerk tekende Trémont onder andere affiches, ex libris, illustraties en vignetten. Hij nam deel aan diverse groepsexposities, hij debuteerde in 1913 bij de Cercle Artistique de Luxembourg (CAL). In 1918 ontving hij de Prix Grand-Duc Adolphe voor zijn werk op de Salon du CAL. In 1927 toonde hij in Galerie Wierschem in Luxemburg een bronzen beeld van een gorilla. Een criticus van het Tageblatt was te spreken over de uitwerking van het dier: "Het hele uiterlijk is een zekere weerspiegeling van de uiterlijke en diepere kenmerken van de primaat. (...) Er hangt een sfeer van klassieke vormzuiverheid en harmonie over het werk. Niemand van ons heeft ooit zoiets bereikt. In de dierensculptuur is Tremonts artistieke vermogen duidelijk in beweging." In 1936 werd Trémont benoemd tot correspondent van de Parijse Société Nationale des Beaux-Arts. Naast de tentoonstellingen bij de CAL nam hij onder meer deel aan de jaarlijkse animalier-tentoonstellingen bij Galerie Edgar Brandt in Parijs (o.a. 1930, 1931) en de tentoonstelling Het dier in de kunst in het Luxemburgs Stadtheater (1971). In 1973 werd in het lyceum in Diekirch (1973) een retrospectief georganiseerd door de Rotary Club van Diekirch-Ettelbruck, die werd geopend door prins Charles. In het voorjaar van 1980 werd in Villa Vauban opnieuw een retrospectief gehouden. De tentoonstelling werd ingericht door Georges Schmitt, ere-conservator van het Musée de l’Etat, die tegelijkertijd met de tentoonstelling een biografie over Trémont publiceerde.
Tijdens zijn leven werd onder meer Trémonts schilderij van de oude walserij van Dudelange (1946) en een beeld van een hert (1974) gebruikt voor postzegels van de Luxemburgse Post. Ook postuum verscheen zijn werk op een aantal postzegels: de leeuw bij het stadhuis ter gelegenheid van het 50-jarig jubileum van de samenvoeging van vijf gemeentes met de stad Luxemburg (1970), een bronzen leeuw ter gelegenheid van de 150-jarige onafhankelijkheid van Luxemburg (1989), glas-in-loodramen ter gelegenheid van het 150-jarig bestaan van Post Luxembourg (1992).
Auguste Trémont werd in 1979 benoemd tot grootofficier in de Orde van Verdienste van het Groothertogdom Luxemburg. Hij overleed een jaar later, op 87-jarige leeftijd. In Cents werd in 1997 een straat naar hem vernoemd.

## Enkele werken
- 1924 ontwerp voor de munten van 1 en 2 Luxemburgse frank, met een afbeelding van een staalarbeider.
- 1932 twee leeuwen bij het stadhuis van Luxemburg-Stad. Eind 1931 getoond in Galerie Edgar Brandt.
- 1935-1938 beeldhouwwerk en twee bronzen deuren voor het nieuwe Mariaportaal van de kathedraal van Luxemburg,[8] geassisteerd door Ernest Grosber en Léon Nosbusch.
- 1936-1937 twee leeuwen in de crypte van de kathedraal van Luxemburg.
- 1937 reliëfs met allegorieën van landarbeid, mijnbouw en ijzerindustrie, geplaatst aan de onderzijde aan beide kanten van de hoofdingang van het Luxemburgs paviljoen op de wereldtentoonstelling in Parijs. Trémont werd hierin geassisteerd door Lucien Wercollier.
- 1939 zinnebeeld van de stad Luxemburg, vier meter hoog beeld bij het Luxemburgs paviljoen op de wereldtentoonstelling in New York.
- 1945 Médaille Commémorative, ter herinnering aan de bevrijding, in opdracht van het Œuvre Nationale de Secours Grande-Duchesse Charlotte.
- 1948 monument Aux Héros de la Force armée Morts pour la Patrie, relïef (3 x 1,60 meter)van een leeuw die de Luxemburgse vlag beschermt, Luxemburg-Stad. Hij werd geassisteerd door Henri Demuth  en Metty Rollinger.[9]
- 1952 ontwerp hoogaltaar met de symbolen van de vier evangelisten voor de Sint-Willibrordusbasiliek in Echternach. Uitgevoerd in travertijn door Henri Demuth.
- 1953 Onze-Lieve-Vrouw van Troost voor het Mariaportaal van de kathedraal van Luxemburg, geassisteerd door Henri Demuth.

## Fotogalerij

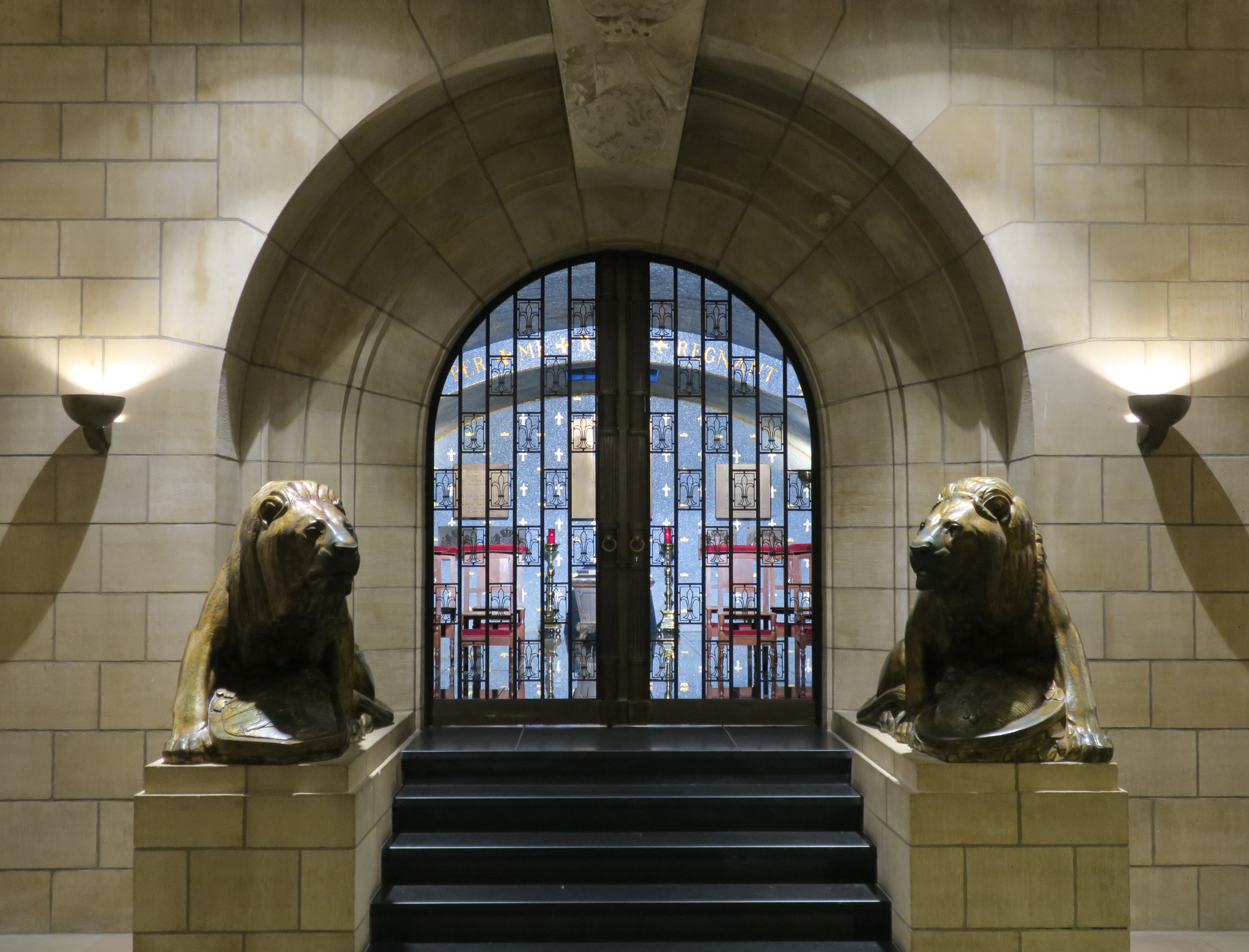
Leeuwen (1936-1937) in de crypte van de kathedraal van Luxemburg
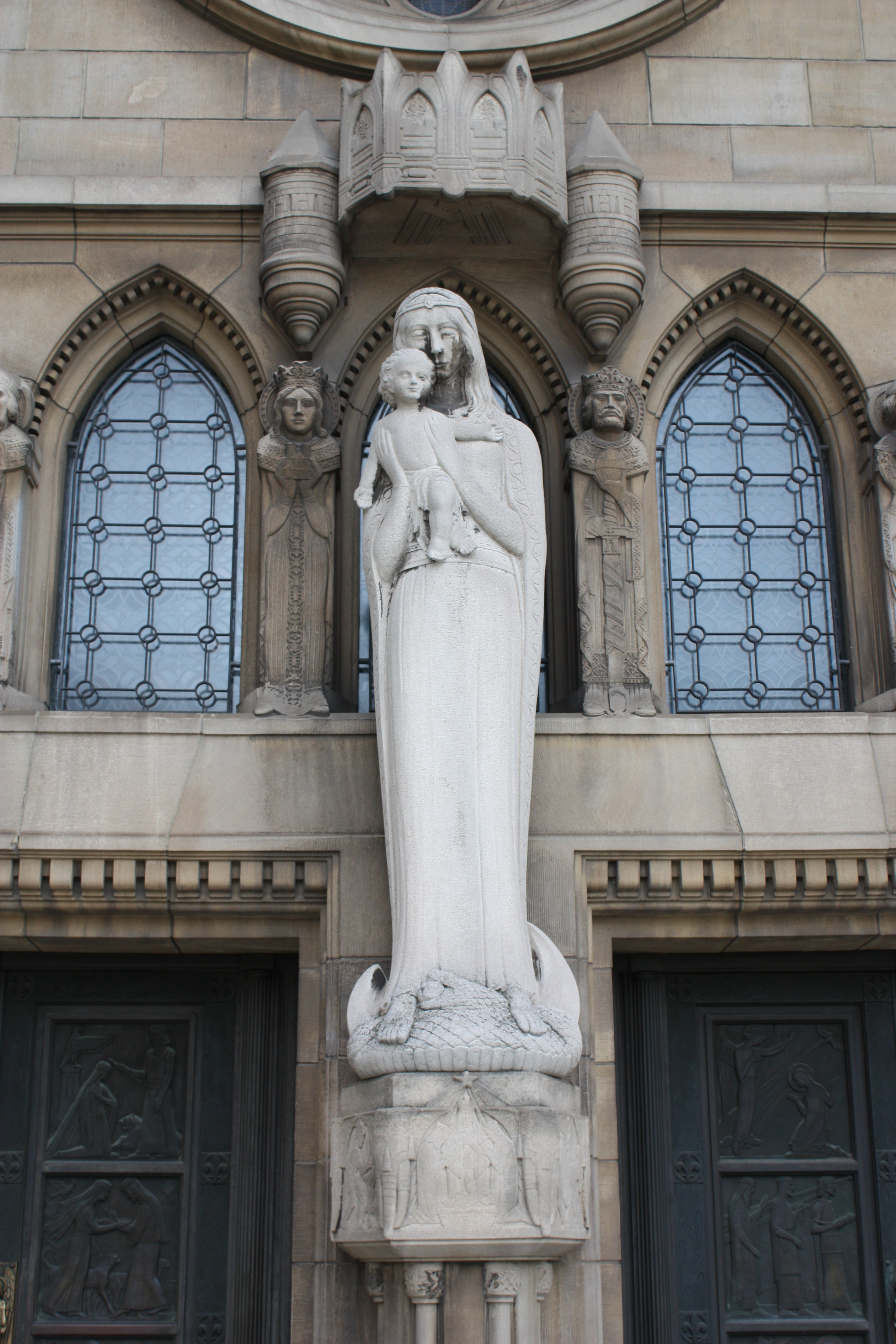
Onze-Lieve-Vrouw van Troost (1953), Luxemburg-Stad